# هلموت بالدری
هلموت بالدری (انگلیسی: Helmuts Balderis؛ زادهٔ ۳۱ ژوئیهٔ ۱۹۵۲) بازیکن هاکی روی یخ، و سیاستمدار اهل لتونی است.